# Corydalis elegans
Corydalis elegans är en vallmoväxtart. Corydalis elegans ingår i släktet nunneörter, och familjen vallmoväxter.

## Underarter
Arten delas in i följande underarter:
- C. e. elegans
- C. e. robusta